# Eristain
Eristain (igual en euskera) o Iristain es una localidad y un lugar de la Comunidad Foral de Navarra (España) perteneciente al municipio de Olóriz, situado en la Merindad de Olite, en la comarca de Tafalla, en el valle de la Valdorba. Su población en 2014 fue de 6 habitantes (INE). Está muy cerca de Solchaga.

## Topónimo
Probablemente significa ‘lugar propiedad de una persona llamada Erist-’; estaría formado por ese nombre de persona, que no está atestiguado, y el sufijo -ain que indica propiedad. En documentos antiguos aparece como Eriztayn (1268, GEl) y Erístain guibela (1760, NTYC).

## Arte
- Palacio de cabo de armería
- Iglesia de Santa María o de San Juan,[2] situada en una pequeña elevación, cerca del palacio de Cabo de Armería